# Río Santa Elena (Chuquisaca)
Der Río Santa Elena ist ein rechter Nebenfluss des Río Pilcomayo im Departamento Chuquisaca im Süden von Bolivien. Der Flusslauf liegt an der Ostflanke der Cordillera de Chichas, einer Anden-Kordillere.

## Flusslauf
Der Río Santa Elena entsteht am Zusammenfluss von Río Lanquisa und Río Challa Hupa in einer Höhe von 2009 Metern direkt südlich der Ortschaft Santa Elena. Er hat eine Länge von 39 Kilometern und gehört zum Flusssystem des Río Paraná. Der Río Santa Elena fließt auf den ersten 15 Kilometern weitgehend in östlicher Richtung und wendet sich dann auf den restlichen 24 Kilometern bis zur Mündung in nordöstliche Richtung. Der Fluss endet nach 39 Kilometern und mündet in den nach Süden fließenden Río Pilcomayo.
Der Río Santa Elena liegt auf seiner gesamten Länge im Departamento Chuquisaca und bildet auf seinem ganzen Verlauf die Grenze zwischen dem Municipio Incahuasi im Südosten, und auf den ersten 23 Kilometern mit dem Municipio Villa Charcas und danach mit dem Municipio San Lucas im Nordwesten. Der Río Santa Elena entwässert ein etwa 1550 km² großes Gebiet an der Ostflanke der Anden. Der Río Ajchilla, bedeutendster Nebenfluss des Río Santa Elena, entwässert den nördlichen Teil des Einzugsgebietes.